# Lommasjö, Småland
Lommasjö är en sjö i Värnamo kommun i Småland och ingår i Lagans huvudavrinningsområde.